# De Ark (Nieuwendijk)

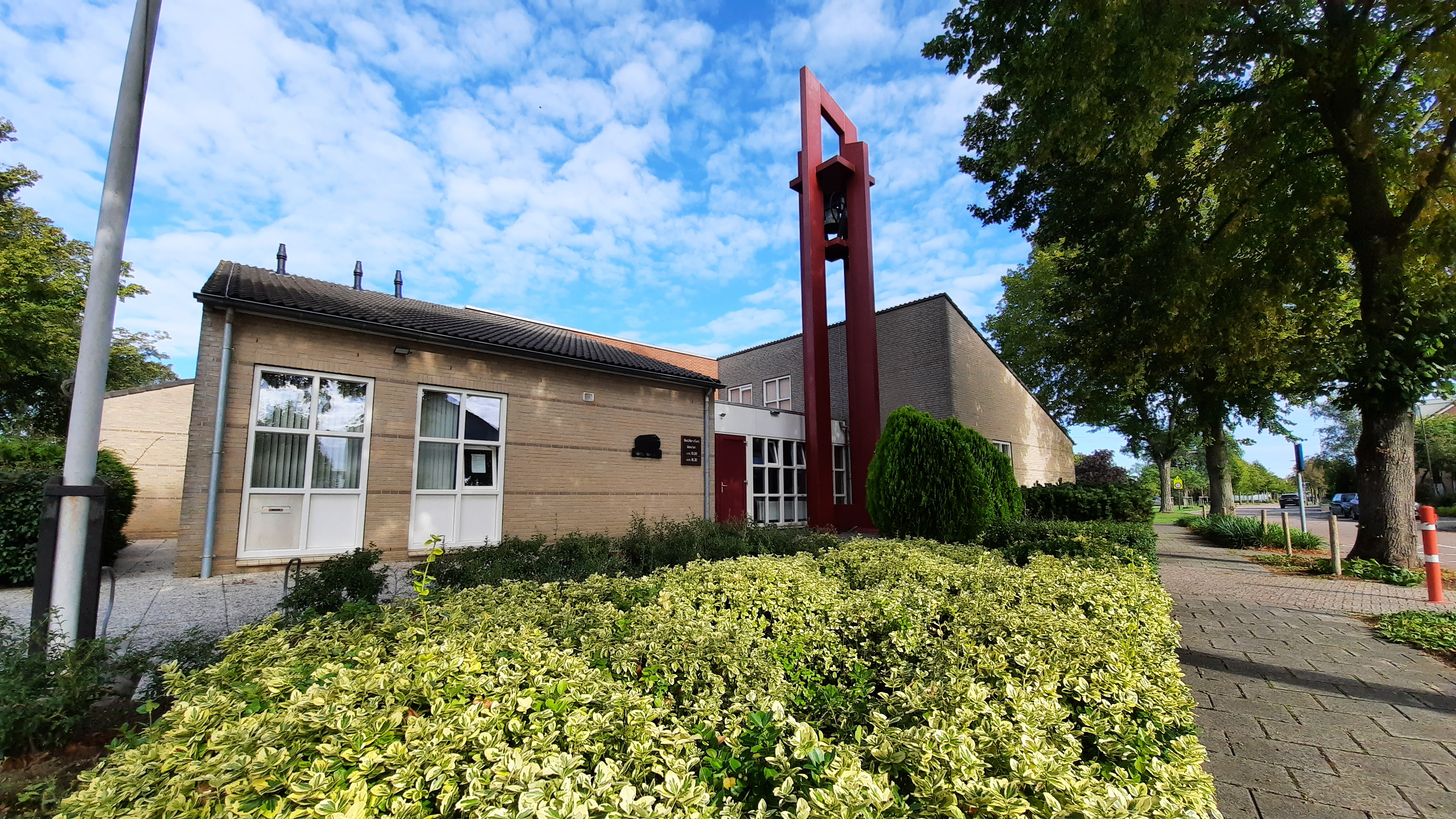
De Ark

De Ark is een Hervormd kerkgebouw in de tot de Noord-Brabantse gemeente Altena behorende plaats Nieuwendijk, gelegen aan de Biesboschstraat 18.

## Geschiedenis
Tot 1943 kerkten de Nieuwendijkse Hervormden in Almkerk⁣, maar vanaf 1943 ontstond, door het groeiend aantal lidmaten, de mogelijkheid om een eigen kerkelijke gemeente te stichten. Aanvankelijk werden diensten in het buurthuis gehouden, in 1946 kwamen er eigen ambtsdragers en van 1958-1959 werd een eigen kerkgebouw opgericht. Vanaf 1961 was Nieuwendijk officieel een zelfstandige gemeente.
In 1992 werden enkele bijgebouwen gerealiseerd en werd ook de naam De Ark ingevoerd.

## Gebouw
Het betreft een eenvoudig bakstenen gebouw met schuin afhellend dak en een losstaande open klokkentoren, opgetrokken in staalprofiel.
Het orgel werd gebouwd in 1966 door de firma Pels & Zoon.